# Filip I de Namur
Filip I de Namur, numit și cel Nobil (n. 1175 – d. 9 octombrie 1212), a fost marchiz Namur de la 1195 până la moarte.
Filip a fost al doilea fiu al contelui Balduin al V-lea de Hainaut cu contesa Margareta I de Flandra. Bunica sa pe linie paternă a fost Alice de Namur.
Balduin al V-lea purtase în 1190 un război împotriva unchiului său, Henric al IV-lea de Luxemburg, cu scopul de a instaura independența Namurului față de Luxemburg, iar în 1194, împăratul german Henric al VI-lea de Hohenstaufen declarase Namur ca fiind margrafat (marchizat). Intenția lui Balduin fusese de a lăsa Namur fiului său Filip, dar ca fief al Hainaut. Cu toate acestea, Theobald I de Bar, care se căsătorise cu moștenitorarea lui Henric de Luxemburg, Ermesinda, refuza să abandoneze Namur și l-a atacat pe Filip. Războiul a durat vreme de trei ani, până la încheierea unui tratat semnat la Dinant în 26 iulie 1199, prin care Filip era recunoscut ca deținător al Namurului.
Filip a fost lăsat ca regent pentru Hainault atunci când fratele său mai mare, Balduin al VI-lea de Hainaut a plecat pentru a participa la Cruciada a patra și a activat ca protector pentru tinerele moștenitoare de Flandra și de Hainaut, Ioana și Margareta.
În timpul unui război cu Franța, Filip a ajuns în închisoare și și-a răscumpărat libertatea doar prin căsătoria cu Maria, fiica regelui Filip al II-lea August cu Agnes de Merania, și prin trimiterea celor două nepoate  ale sale la curtea regală a Franței. Acest din urmă lucru a fost considerat ca o insultă de către baronii de Flandra și Hainaur, care s-au răsculat și l-au silit pe Filip să renunțe la regență.
În Namur, domnia lui Filip a fost pașnică, el promovând o bună concordie socială. El a intervenit ca mediator în disputele multor seniori. Filip a murit de dizenterie la 9 octombrie 1212 în Valenciennes, după ce a desemnat ca moștenitor pe nepotul său Filip de Courtenay, sub numele de Filip al II-lea de Namur.
1. ↑  Philippe, opac.vatlib.it
2. ↑  Philip I de Namur, Comte de Namur, The Peerage, accesat în 9 octombrie 2017